# 短鲬
短鲬（学名：Parabembras curtus）为輻鰭魚綱鮋形目短鯒科短鲬属的鱼类。

## 分布
本魚分布于北太平洋西北部的朝鲜、日本等地，以及中国的东海、黄海海域。该物种的模式产地在日本。

## 特徵
本魚體呈鮮紅色，頭扁而寬，上方有鋸齒狀稜線，軀幹稍平扁而延長，向後漸細小，體全部被細小櫛鱗，側線完整。背鰭有2枚，第一背鰭9至10枚硬棘；第二背鰭硬棘1枚，軟條7至9枚。臀鰭有硬棘3枚，軟條5枚，體長可達15.1公分。

## 生態
本魚為深海底棲性魚類，屬肉食性，以多毛類等為食，繁殖期在冬季。

## 經濟利用
非食用魚，不具經濟價值。